# Фашизм: критика справа
Фашизм: критика справа (итал. Il Fascismo. Saggio di una Analisi Critica dal Punto di Vista della Destra) — политический трактат философа-традиционалиста и идеолога неофашизма Юлиуса Эволы, опубликован в 1964 году.

## Структура
Трактат состоит из двух частей. Первая посвящена итальянскому фашизму, вторая — немецкому Третьему рейху.

## Содержание
Эвола разбирает суть понятия «правый» и утверждает, что под правыми обычно понимаются широкий спектр оппонентов марксизма от либералов до монархистов. Посему он различает правых в политическом и экономическом смысле. По его мнению правые в политическом смысле связаны с идеей истинного государства, правые в экономическом — консерваторы.
Предельно правыми традиционно считаются фашисты, но Эвола предлагает провести демифологизацию фашизма, который он отделяет от национал-социализма. С точки зрения Эволы итальянский фашизм — это реакция фронтовиков и националистов на кризис государственности, истоки которой он возводит к Великой Французской революции. К положительным моментам фашизма он относит возрождения представления о государстве как о форме, организующей нацию. Эта концепция противостоит левым «договорным» теориям происхождения государства, которые Эвола критикует за материализм и пренебрежение духовным началом. На этой основе он также противопоставляет фашизм национализму, в котором сильно революционное стадное начало. Подчеркивая роль государства, Эвола обнаруживает в реальном фашизме такие негативные черты как тоталитаризм (механическую регламентацию), вождизм (популизм) и милитаризм (казарменное извращение воинского духа). Позитивный фашизм Эволы немыслим без монархии и разумной автаркии.
В немецком национал-социализме Эвола видит вариант шовинистической якобинской диктатуры с преувеличенным акцентом на биологическом аспекте расы. Впрочем, с особой симпатией он высказывается по поводу СС — аристократической всеевропейской организации орденского типа.
Эвола решительно критикует левый эгалитаризм. Не отвергая идею народного представительства, он считает, что представительство должно быть сословным и консультативным. Взамен парламентского представительства Эвола предлагает ввести Орденское управление.